# معاملة المثليين في فلسطين
يواجه الأشخاص من المثليين والمثليات ومزدوجي التوجه الجنسي والمتحولين جنسياً (اختصارًا: مجتمع الميم) في فلسطين تحديات قانونية واجتماعية لا يواجهها غيرهم من المغايرين جنسيا. يعتبر النشاط الجنسي المثلي بين الرجال غير قانوني في قطاع غزة ولكنه يعتبر قانونيا في الضفة الغربية. وتعتبر حقوق المثليين غير محمية في أي منهما. كما يواجه الأشخاص من مجتمع الميم وصمة عار بين السكان. كما أن المنازل التي يعيش فيها الشركاء المثليون غير مؤهلة للحصول على نفس الحماية القانونية المتاحة للأزواج المغايرين.

## القانون الجنائي والحقوق المدنية
لا يوجد في الأراضي الفلسطينية تشريع محدد للحقوق المدنية يحمي مجتمع الميم من التمييز أو المضايقة. في حين ذُكر أن مئات الفلسطينيين المثليين قد فروا إلى إسرائيل بسبب التمييز والتحديات التي يواجهونها في فلسطين، إضافة لذلك فقد تعرضوا أيضًا للإقامة الجبرية أو الترحيل من قبل السلطات الإسرائيلية، بسبب عدم تطبيق قانون اللجوء على المناطق أو الدول التي تعتبر في صراع مع إسرائيل.
وفقًا لمجموعة قوانين 2010 الصادرة ضد المثلية الجنسية عن المؤسسة الدولية للمثليين والمثليات ومزدوجي التوجه الجنسي والمتحولين جنسيا وثنائيي الجنس، فإن إلغاء تجريم المثلية الجنسية في فلسطين هو خليط. فمن ناحية، تم إلغاء تجريم النشاط الجنسي المثلي في الضفة الغربية في عام 1951 خلال الإدارة الأردنية للضفة الغربية وما زالت كذلك حتى يومنا هذا. من ناحية أخرى، لا يزال قانون العقوبات الصادر عن الانتداب البريطاني، رقم 74 لعام 1936 ساري المفعول في قطاع غزة، ولا يزال يحظر النشاط الجنسي المثلي بين الرجال، رغم أن النساء المثليات لا يتم تطبيق القانون ضدهن، وبذلك يعتبر النشاط الجنسي المثلي بين النساء قانونيًا. لا يوجد في فلسطين قوانين للحقوق المدنية تحمي مجتمع الميم من التمييز أو المضايقة.
لم تشرع السلطة الفلسطينية سواء لصالح أو ضد المثلية الجنسية، رغم أنه «على المستوى القانوني، أصدر رئيس السلطة الفلسطينية قراره الأول في 20 مايو 1994 والذي نص على أن التشريعات والقوانين التي كانت سارية قبل 5 يونيو 1967 في الضفة الغربية وقطاع غزة سيظلان فعالين»- وتماشياً مع جميع القوانين الفلسطينية الأخرى تقريباً، فإن الإرث القانوني المشوش المستمد من الفترات المتعاقبة على فلسطين من الدولة العثمانية، الانتداب البريطاني على فلسطين، الإدارة الأردنية للضفة الغربية والإدارة المصرية لقطاع غزة والاحتلال الإسرائيلي يواصل تحديد تطبيق خاطئ أو عدم تطبيق قانون المثلية الجنسية في كل من المناطق.
قال رجل فلسطيني مثلي يدعى سيف إن «... شرطة فلسطين تعرف وتحتفظ بملفات على مثليي الجنس الآخرين، لابتزازهم للعمل كجواسيس ومخبرين». يروي قصصًا «عن أشخاص يتم استدعاؤهم بشكل عشوائي إلى مراكز شرطة فلسطين، مع تهديدات بإخبار عائلاتهم عن توجههم الجنسي إذا لم يظهروا».
وأشار التقرير نفسه إلى أن المخابرات الإسرائيلية عرضت على شاب فلسطيني مثلي آخر الدخول المجاني إلى إسرائيل بشكل مستمر لزيارة شريكه الإسرائيلي إذا قدم «أسماء النشطاء والمتدينين في القرى وأسماء الأطفال الذين يرشقون سيارات جيب الجيش الإسرائيلي بالحجارة». يشير التقرير إلى أن المخابرات الإسرائيلية كانت تتبع موقعه عبر هاتفه المحمول. لم يتعاون الشاب، رغم خوفه من أن يكشف الإسرائيليون عن توجهه الجنسي لعائلته ومجتمعه، الذين سيرفضونه. لم يتم الإبلاغ إذا تم الكشف عن أي شيء لاحقًا.
في فبراير 2016، نفّذت كتائب القسام الجناح المسلح لحركة حماس حكم الإعدام بمحمود إشتيوي أحد قادة الحركة بتهمة الجنس المثلي والسرقة. ومات إشتيوي عن زوجتين و3 أطفال.

## الزواج والعائلة
كثيرا ما يلجأ الفلسطينيون المثليون إلى إسرائيل خشية على حياتهم، وخاصة خوفهم من قيام أفراد أسرهم بقتلهم. «وفقًا للمحامي شاؤول غانون، من منظمة المثليين الإسرائيلية أغودا — ناشيونال إل جي بي تي تاسكفورس، فإن حوالي 2,000 من المثليين الفلسطينيين يعيشون في تل أبيب في أي وقت.»

## الإعلام والثقافة
تناولت عدة أفلام أو برامج تلفزيونية إسرائيلية قضية المثليين الفلسطينيين، وغالبًا ما كانت لهم علاقات مع الإسرائيليين المثليين. ومع ذلك، لم يقم المثليين الفلسطينيين بتوجيه أي من هذه الأفلام.
- الانجراف (بالإنجليزية: Drifting)‏ (1983) - أول فيلم إسرائيلي يتناول مواضيع مجتمع الميم. عرض رجلين فلسطينيين، من بين العديد من الأشخاص الذين قابلهم بطل الفيلم وتفاعل معهم أثناء بحثه عن الحب.[12]
- ذا بوبل (بالإنجليزية: The Bubble)‏ (2007) - هي فيلم إسرائيلي من نوع درامي كوميدي رومانسي ويتعلّق بمجتمع الميم، أنتج الفيلم سنة 2006، ويتحدث عن علاقة الصداقة بين الإسرائيليين والفلسطينيين.[13][14][15]
- درجات الصفر من الانفصال (بالإنجليزية: Zero Degrees of Separation)‏ - يستكشف التحديات التي تواجه الشركاء المثليين في إسرائيل عندما يكون أحد الشركاء فلسطينيين أو عرب.[11]
- خارج في الظلام (بالإنجليزية: Out in the Dark)‏ (2012) - قصة حب بين رجلين مثليين، فلسطيني وإسرائيلي. يبذلون جهدهم للبقاء معًا، بغض النظر عن القانون.[16]

## الإيدز/فيروس نقص المناعة البشرية
أنشئ البرنامج الوطني الفلسطيني لمكافحة الإيدز وفيروس نقص المناعة البشرية عام 1998. يعتبر الدكتور عزت جودة الطبيب الحالي الذي يركز على الأمراض المنقولة جنسيًا في برنامج وزارة الصحة الفلسطينية لمكافحة المرض. تزعم التقارير أن عددًا قليلًا جدًا من الأشخاص قد أصيبوا بالعدوى منذ عام 1987، وأن الأشخاص المصابين بهذا المرض يعانون من التحيز ونقص الأدوية. ووفقًا للدكتور عزت جودة أيضًا فإنه في عام 2009 كان «عدد الإصابات المسجلة لدى وزارة الصحة منذ اكتشاف أول حالة للمرض في فلسطين حتى الآن بلغ 64 حالة في الضفة الغربية وقطاع غزة»، مشيراً إلى أنه لا تزال على قيد الحياة 36 حالة فقط.
في عام 2003، أشار تقرير من وزير الصحة الفلسطيني إلى بعض الإشارات إلى العدوى، تحت عنوان «الأمراض المعدية».

## حراك حقوق المثليين في فلسطين
في أوائل العقد الأول من القرن الواحد والعشرين، تم تشكيل منظمتين لتقديم الدعم لمجتمع الميم الفلسطيني الذين يعيشون داخل حدود إسرائيل وقطاع غزة والضفة الغربية. تأسست منظمة «القوس للتعددية الجنسية والجندرية» وهي أول منظمة فلسطينية رسمية للمثليين في عام 2001 كمشروع مجتمعي تابع للبيت المفتوح في القدس للفخر والتسامح لتلبية احتياجات سكان مجتمع الميم الفلسطينيين على وجه التحديد. توسعت منظمة «القوس للتعددية الجنسية والجندرية» منذ تأسيسها وتستضيف الآن أنشطة اجتماعية في القدس وحيفا ويافا والضفة الغربية كمجال دعم لأفراد مجتمع الميم الفلسطيني. ولديها أيضًا خط دعم هاتفي.
في عام 2002، تم تشكيل مجموعة ثانية لتلبية احتياجات النساء المثليات الفلسطينيات على وجه التحديد؛ تأسست «أصوات» كمشروع لمنظمة كيان النسوية غير الحكومية الفلسطينية، في مركز حيفا النسوي. بدأت أصوات كقائمة بريد إلكتروني مجهولة تعمل على تقديم الدعم للنساء المثليات الفلسطينيات، وتطورت لتصبح مجموعة عمل ثابتة تستضيف اجتماعات شهرية لنحو 60 عضوًا، وتنظم المحاضرات والفعاليات والفرص التعليمية. تقوم أصوات بترجمة ونشر النصوص الأصلية المتعلقة بالتوجه الجنسي والهوية الجندرية غير المتوفرة سابقًا باللغة العربية، وتستضيف أكبر مجموعة من النصوص باللغة العربية المتعلقة بالمثلية الجنسية على موقعها على الإنترنت. تعمل أصوات على رفع الوعي المجتمعي بهويات «الفلسطينيات» «المثليات» من «الإناث».
في عام 2015، رسم فنان فلسطيني اسمه خالد جرار علم قوس قزح على جزء من جدار الفصل العنصري بالضفة الغربية قرب حاجز قلنديا العسكري. بيّن جرار أن سبب رسمه للعلم كان لتوجيه أنظار العالم في وقت احتفالهم بتشريع زواج المثليين في الولايات المتحدة إلى وجود شعب مقهور يعيش تحت احتلال عسكري. رسمت مجموعة من الفلسطينيين فوق العلم. انتقد جرار ذلك، قائلاً إنه «يعكس غياب التسامح والحريات في المجتمع الفلسطيني».

## ملخص
| قانونية النشاط الجنسي المثلي                                                                  | الضفة الغربية بين الرجال قانوني منذ عام 1951، كانت دوما قانونية بين النساء قطاع غزة بين الرجال: غير قانوني (العقوبة: السجن لمدة تصل إلى 10 سنوات) بين النساء: قانوني |
| المساواة في السن القانوني للنشاط الجنسي                                                       | الضفة الغربية: قانوني قطاع غزة بين الرجال: غير قانوني بين النساء: قانوني                                                                                             |
| قوانين مكافحة التمييز في التوظيف                                                              | No |
| قوانين مكافحة التمييز في توفير السلع والخدمات                                                 | No |
| قوانين مكافحة التمييز في جميع المجالات الأخرى (تتضمن التمييز غير المباشر، خطاب الكراهية)      | No |
| قوانين مكافحة أشكال التمييز المعنية بالهوية الجندرية                                          | No |
| زواج المثليين                                                                                 | No |
| الاعتراف القانوني بالعلاقات المثلية                                                           | No |
| تبني أحد الشريكين للطفل البيولوجي للشريك الآخر                                                | No |
| التبني المشترك للأزواج المثليين                                                               | No |
| يسمح للمثليين والمثليات ومزدوجي التوجه الجنسي والمتحولين جنسيا بالخدمة علناً في القوات المسلحة | No |
| الحق بتغيير الجنس القانوني                                                                    | No |
| علاج التحويل محظور على القاصرين                                                               | No |
| الحصول على أطفال أنابيب للمثليات                                                              | No |
| الأمومة التلقائية للطفل بعد الولادة                                                           | No |
| تأجير الأرحام التجاري للأزواج المثليين من الذكور                                              | (غير قانوني للأزواج المغايرين كذلك) |
| السماح للرجال الذين مارسوا الجنس الشرجي التبرع بالدم                                          | No |